# Infinite (grupo musical)
INFINITE (en hangul, 인피니트) es un grupo masculino surcoreano que debutó el 9 de junio de 2010. La alineación original del grupo consistía de 7 integrantes. Actualmente consta de 6: Sungkyu, Dongwoo, Woohyun, Sungjong, L  y Sungyeol.

## Carrera

### 2010:First Invasion
En el 2010, Infinite apareció en el reality show de Mnet "You Are My Oppa" (Eres mi Oppa) introduciendo al grupo antes de hacer su debut oficial el 9 de junio de ese año con su primer EP, First Invasion. Infinite debutó con los sencillos Come Back Again (lanzado el mismo día que su primer EP) y She's Back (lanzado el 4 de agosto), ambos pertenecientes al EP.

### 2011:Evolution,Over the Top, y debut japonés
El 7 de enero de 2011, la banda lanzó el sencillo Before the Dawn (BTD) de su segundo EP Evolution. Las promociones de BTD finalizaron el 17 de febrero de 2011 en Inkigayo, donde Infinite presentó una versión remix de la canción.
El teaser del MV para su siguiente canción Nothing's Over, fue lanzado el 7 de marzo de 2011. La versión completa fue lanzada más tarde, el 16 de marzo, antes de su comeback stage en M! Countdown el 17 de marzo, donde presentaron ambas canciones: Nothing's Over y parte de Shot. Infinite luego continuó con la promoción de su siguiente canción Can U Smile el 12 de mayo en M! Countdown de Mnet.
Su primer álbum Over the Top fue lanzado el 21 de julio de 2011 junto con el MV de su canción Be Mine (내꺼하자). El teaser del video musical fue lanzado en su sitio oficial la medianoche del 15 de julio, seguido por una previa del álbum el 20 de julio. El grupo tuvo su regreso el 23 de julio en el Music Core. Recibieron el premio First Music Show #1 en M! Countdown el 1 de septiembre. Han recibido la "doble corona" por ganar dos veces el primer lugar en M! Countdown. Infinite relanzó su primer álbum Over the Top como álbum repackage. Este álbum fue titulado "Paradise", el cual fue lanzado el 26 de septiembre. Woollim Entertainment reveló el teaser del video musical de "Paradise", el track promocional del álbum repackage, el 22 de septiembre. El 9 de octubre, Infinite fue número 1 en Inkigayo por su canción "Paradise." Infinite luego ganó su segundo trofeo con "Paradise" el 13 de octubre en M! Countdown.

### 2012: Touring, actividades individuales e Infinitize
Infinite realizó su primer concierto en Corea al frente de unos 8000 fanes, en febrero 11 a 12 en el parque Olímpico de Seúl en Songpa-gu, el este de Seúl. El concierto fue titulado Segunda Invasión, siguiendo el álbum debut de la banda, Primera Invasión. Las entradas para el concierto se agotaron en 10 minutos después de haber sido publicadas en línea el 14 de diciembre.
El grupo se centró en las actividades individuales con Dongwoo colaboró con Baby Soul y Yoo Jia en su nuevo sencillo "She's a Flirt", lanzado el 18 de enero, L participó en el drama de televisión Tvn Shut Up Flower Boy Band, que comenzó a transmitirse el 30 de enero, Hoya participó en Reply 1997 que salió al aire el 24 de julio, Woohyun participó en The Thousandth Man que comenzó a transmitirse el 17 de agosto y L también participó en What is Mom? que se transmitió por 8 de octubre. El segundo sencillo japonés del grupo fue lanzado el 18 de abril de 2012. Se incluyó la versión japonesa de su canción Be Mine como su canción principal, así como una versión en japonés de "Julia".
Alcanzó el puesto #2 tanto en diario de Oricon y listas semanales. Informó importe de ventas de al menos 54.218 copias.Tercer miniálbum del grupo fue Infinitize, que fue galardonado con un "Triple Corona" para ganar #1 en una semana en todos los programas de música. El 14 de junio de 2012, Infinito ganó su primer triple corona en M! Countdown con The Chaser que alcanzó el primer puesto en las listas durante tres semanas consecutivas. A finales de año, la revista Billboard nombró a The Chaser, la canción número uno de K-Pop del año.

### 2013: Subunidad, nuevas canciones y gira mundial
Dongwoo y Hoya hicieron su debut como Infinite H el 10 de enero de 2013 con el primer miniálbum Fly High. El 21 de marzo, el grupo lanzó su cuarto miniálbum, titulado New Challenge. Man in Love ganó siete Music Show Awards durante su promoción.
El grupo lanzó su álbum debut en japonés, Koi ni Ochiru Toki, el 6 de junio, alcanzando el puesto #1 en la lista de álbum de Oricon durante la semana del 3 al 9 de junio con 69,647 copias vendidas. El 16 de julio, el grupo lanzó su segundo álbum, Destiny, el cual fue lanzado en formato físico y digital, con la canción del mismo nombre que el álbum, Destiny, como pista promocional.
Infinite comenzó su gira mundial llamada One Great Step el 9 de agosto en Seúl. La gira incluyó 31 conciertos en Asia, América del Norte, América del Sur, Europa y Dubái. El grupo concluyó su gira mundial con un concierto encore One Great Step Returns en Seúl en febrero de 2014. El 22 de noviembre de 2013, Infinite ganó como el mejor grupo masculino en Mnet Asian Music Awards 2013. Además, recibió el premio Sony MDR Worldwide Performer.

### 2014: Reality show, nuevas canciones, nueva subunidad
El 16 de enero, Mnet lanzó una vista previa de nuevo reality show del grupo, This is Infinite, y el 6 de febrero salió al aire su primera emisión. Este fue su primer show de variedades como grupo desde Ranking King en el 2012. Tras actuar en 15 países para su gira mundial, One Great Step, Infinite celebró un concierto encore titulado One Great Step Returns para concluir su gira mundial. El concierto encore se llevó a cabo durante 2 días, el 28 de febrero y 1 de marzo en el Olympic Gymnastics Arena en Seúl. Durante el concierto, una nueva subunidad, Infinite F, fue anunciada, integrado por los miembros Sungyeol, Sungjong, y L. Infinite F, realizaron una nueva canción, titulada Heartbeat, mientras Infinite H realizó una nueva canción titulada Alone. When I Close My Eyes, una canción de composición propia, fue realizada por Woohyun.
Una nueva unidad secundaria, ToHeart, hizo su debut el 10 de marzo (compuesta por Woohyun y KEY de Shinee). El 10 de abril, Infinite lanzó The Origin, un álbum instrumental de las canciones más representativas de la banda, y el primer álbum de este tipo por un grupo coreano.
Antes de la publicación de The Origin, Infinite lanzó el video de música instrumental para su canción Before the Dawn, que contó con escenas nunca antes vistas de la "BTD" video música original.
El 12 de mayo, Woollim Entertainment confirmó en una entrevista que sacarían el 2.º álbum llamado Season 2 y saldría a la venta el 21 de mayo. Antes del lanzamiento del álbum, Infinite celebró un Showcase en Japón el 19 de mayo y en Taiwán el 20 de mayo. El 21 de mayo, el video musical de Last Romeo fue revelado.
Luego Infinite hizo un regreso con su repackage llamado Be Back. El 22 de julio Infinite realizó su primera presentación en vivo de la canción titulada Back, en el Music Bank de KBS.

### 2019: Clock y comienzo de su pausa militar.
Su último trabajo como grupo, lanzado el 13 de febrero del 2019 fue un sencillo digital llamado CLOCK en el cual solo participaron 5 de los 6 integrantes ya que Sungkyu se encontraba desde el 2018 cumpliendo con su deber militar.
Al cabo de los meses y después del líder uno a uno los miembros comenzaron a enlistarse, en orden: Sungkyu en mayo de 2018 , Sungyeol en marzo de 2019, Dongwoo en abril de 2019 y Sungjong en julio de 2019, quienes sirvieron como soldados activos, seguidos de Woohyun quien se enlisto en octubre de 2019 y se desempeñó como servidor público debido a una lesión previa en el hombro y por último L quien se enlisto en febrero de 2021 y se informó que estaría cumpliendo su deber en el cuerpo de Marines de Corea del Sur, fue dado de baja en agosto de 2022 dando así fin a la pausa militar.

### 2023-presente: INFINITE COMPANY, Comeback y Conciertos
El 6 de Mayo por medio de sus cuentas personales de Instagram, los 6 integrantes anunciaron las nuevas cuentas oficiales del grupo y también lo que sería un live para celebrar su 13.er aniversario de debut el 9 de junio, también se reveló que Kim Sungkyu, el líder del grupo había establecido una nueva agencia llamada 'INFINITE COMPANY' con el fin de gestionar las actividades del grupo ya que los derechos de marca de este fueron oficialmente transferidos a Sungkyu en abril del mismo año.
Finalmente y después de 5 años de inactividad, el 31 de Julio INFINITE hizo su regreso como un grupo completo con su séptimo miniálbum '13egin' con su canción principal 'New Emotions' el cual es su segundo lanzamiento como sexteto y el primero bajo su propia agencia.
Realizaron un mini tour en Asia llamado 'COMEBACK AGAIN' comenzando en Seúl con dos conciertos agotados en el KSPO DOME los días 19 y 20 de agosto los cuales fueron los primeros conciertos que realizaron después de 6 años, de ahí continuaron en Japón, Yokohama el día 27 de agosto, seguido de 2 fechas en Taipéi en Taiwán los días 2 y 3 de septiembre y finalmente el 9 y 10 de septiembre en Macao, China.

## Integrantes
| Integrantes  | Integrantes | Integrantes          | Integrantes          | Integrantes                       | Integrantes                            |
| Miembro      | Miembro     | Nombre de Nacimiento | Nombre de Nacimiento | Fecha de Nacimiento               | Posición                               |
| Romanización | Hangul      | Romanización         | Hangul               | Fecha de Nacimiento               | Posición                               |
| ------------ | ----------- | -------------------- | -------------------- | --------------------------------- | -------------------------------------- |
| Sungkyu      | 성규        | Kim Sung Kyu         | 김성규               | 28 de abril de 1989 (36 años)     | Líder, Bailarín y Vocalista Principal  |
| Dongwoo      | 동우        | Jang Dong Woo        | 장동우               | 22 de noviembre de 1990 (34 años) | Rapero principal, Vocalista y Bailarín |
| Woohyun      | 우현        | Nam Woo Hyun         | 남우현               | 8 de febrero de 1991 (34 años)    | Vocalista principal y Bailarín         |
| Sungyeol     | 성열        | Lee Sung Yeol        | 이성열               | 27 de agosto de 1991 (33 años)    | Vocalista y Bailarín                   |
| L            | 엘          | Kim Myung Soo        | 김명수               | 13 de marzo de 1992 (33 años)     | Vocalista Principal, Bailarín y Visual |
| Sungjong     | 성종        | Lee Sung Jong        | 이성종               | 3 de septiembre de 1993 (31 años) | Vocalista, Bailarín y Maknae           |

## Discografía
Más información: Discografía de INFINITE
Discografía Coreana
Álbumes de estudio
- 2011: Over the Top
- 2014: The origin
- 2014: Season 2
- 2018: Top Seed
- 2019: CLOCK

Álbum Re-empaquetado
- 2011: Paradise
- 2014: Back

Miniálbum/EP
- 2010: First Invasion
- 2011: Evolution
- 2012: Infinitize
- 2013: New Challenge
- 2015: Reality
- 2016: Infinite Only
- 2023: 13egin

Sencillos
- 2010: Come Back Again
- 2010: She's back
- 2011: Inspirit
- 2011: Lately
- 2012: Only Tears
- 2013: Destiny

Discografía Japonesa
Álbumes de estudio
- 2013: Koi ni Ochiru Toki
- 2015: For You

Sencillos
- 2011: BTD (Before the Dawn)
- 2012: Be Mine
- 2012: She's Back
- 2014: Last Romeo ~Kimi ga Ireba Ii~
- 2014: Dilemma
- 2015: 24 Jikan

## Filmografía

### Películas
| Año  | Título                                                   | Rol          |
| ---- | -------------------------------------------------------- | ------------ |
| 2012 | Infinite Concert: Second Invasion Evolution the Movie 3D | ellos mismos |
| 2014 | Grow: Infinite's Real Youth Life                         | ellos mismos |

### Series de TV
| Año  | Título     | Cadena de TV | Rol                  |
| ---- | ---------- | ------------ | -------------------- |
| 2011 | Wara Store | Tooniverse   | Ellos mismos (voces) |

### Programas de TV
| Año  | Título                    | Cadena de TV | Notas                                    |
| ---- | ------------------------- | ------------ | ---------------------------------------- |
| 2010 | Infinite! You Are My Oppa | Mnet         | Predebut reality show con Lovelyz's Jiae |
| 2010 | Days of Infinite          | Mnet         |                                          |
| 2011 | Infinite's Sesame Player  | Mnet         |                                          |
| 2012 | Infinite's Ranking King   | Mnet         |                                          |
| 2013 | Infinite's Japan Story    | Mnet         |                                          |
| 2014 | This Is Infinite          | Mnet         |                                          |
| 2015 | Infinite Showtime         | MBC Every 1  |                                          |
| 2015 | 2 Days & 1 Night          | KBS2         | Ep. 405 - 407 - invitados                |

## Programas de radio
- 2015: (SBS) Cultwo Show (5/02/15)
- 2014: FM4U Kim Shin Young (22/07/14)
- 2014: (SBS) Choi Hwa Jung (4/06/14)
- 2014: (KBS) Super Junior's Kiss The Radio (4/06/14)
- 2014: (MBC) Shimshimtapa Radio (4/06/14)
- 2013 KBS Hong Jin Kyung 2 O'clockRadio
- 2013 (MBC) Sukira Kiss The Radio
- 2013 (SBS) Power FM CulTwo Show
- 2013 (KBS) ShimShimTaPa
- 2013 (SBS) Power FM Park So Hyun’s Love Game
- 2013 Young Street Radio
- 2013 (KBS) Cool FM Yoo Inna (01/08/13).
- 2013 (MBC) FM Younha's Starry Night Radio
- 2013 (MBC) ShimShimTaPa
- 2013 (SBS) Power FM CulTwo Show
- 2013 (KBS) Cool FM The Kiss Radio
- 2013 (KBS) Radio en Árabe
- 2012 (KBS) Yoo In-na's Let’s Crank Up the Volume
- 2012 Choi Hwajeong's Power Time Radio
- 2012 (MBC) Shimshimtapa Radio
- 2012 (KBS) 2FM Super Junior′s Kiss the Radio
- 2011 SEED RADIO 97.5 FM 2011 ShimShimTaPa
- 2011(KBS) Sukira Kiss The Radio
- 2011 Choi Hwa Jung's Power Time 2011 Youngstreet
- 2011 Younha's Starry Night Radio Show
- 2011 Hong Jin Kyung's 2pm Radio Show
- 2011(KBS) Sukira Kiss The Radio 2010 Lee Sooyeong's Music Show
- 2011 Younha's Starry Night
- 2011 Young Street Radio
- 2010 Lee Sooyeong's Music Show
- 2010 Youngstreet
- 2010 Lee Sooyeong's Music Show (Con Sistar)
- 2010 Starlight radio

## Anuncios
- Galaxy player 5.8
- Elite Uniform (Con IU)
- EDIQ Edition Unique (2012)
- Elite's School Uniform - (con F(x) )
- FILA (2013)
- Elite Uniform (2013)
- NatuurPOP (2013)
- NIKE 1st Look  (2013)
- Pepsi (2013)
- Samsung Galaxy (2013)
- Elite Uniform (Con Juniel) (2013)
- ROGATIS INFINITE CF Sungkyu, Woohyun, Howon Ver. (2014)
- Pepsi (2014)
- Elite (2014)
- Diesel watch (2014)

## Premios

### Inkigayo
| Año  | Fecha        | Canción       |
| ---- | ------------ | ------------- |
| 2011 | 9 de octubre | "Paradise"    |
| 2012 | 3 de junio   | "The Chaser"  |
| 2012 | 10 de junio  | "The Chaser"  |
| 2013 | 31 de marzo  | "Man in Love" |
| 2013 | 7 de abril   | "Man in Love" |
| 2013 | 28 de julio  | "Destiny"     |

### M! Countdown
| Año  | Fecha           | Canción       |
| ---- | --------------- | ------------- |
| 2011 | 1 de septiembre | "Be Mine"     |
| 2011 | 8 de septiembre | "Be Mine"     |
| 2011 | 13 de octubre   | "Paradise"    |
| 2012 | 31 de mayo      | "The Chaser"  |
| 2012 | 7 de junio      | "The Chaser"  |
| 2012 | 14 de junio     | "The Chaser"  |
| 2013 | 4 de abril      | "Man in Love" |
| 2013 | 25 de julio     | "Destiny"     |
| 2014 | 29 de mayo      | "Last Romeo"  |
| 2014 | 5 de junio      | "Last Romeo"  |
| 2015 | 23 de julio     | "Bad"         |

### Music Bank
| Año  | Fecha       | Canción       |
| ---- | ----------- | ------------- |
| 2012 | 1 de junio  | "The Chaser"  |
| 2013 | 5 de abril  | "Man in Love" |
| 2013 | 12 de abril | "Man in Love" |
| 2014 | 30 de mayo  | "Last Romeo"  |
| 2014 | 13 de junio | "Last Romeo"  |
| 2015 | 24 de julio | "Bad"         |

### Show Champion
| Año  | Fecha       | Canción       |
| ---- | ----------- | ------------- |
| 2012 | 5 de junio  | "The Chaser"  |
| 2013 | 3 de abril  | "Man in Love" |
| 2013 | 31 de julio | "Destiny"     |
| 2014 | 28 de mayo  | "Last Romeo"  |
| 2014 | 4 de junio  | "Last Romeo"  |
| 2015 | 22 de julio | "Bad"         |

### The Show
| Año  | Fecha       | Canción |
| ---- | ----------- | ------- |
| 2015 | 21 de julio | "Bad"   |
| 2015 | 28 de julio | "Bad"   |

### MBC Show! Music Core
| Año  | Fecha       | Canción       |
| ---- | ----------- | ------------- |
| 2013 | 20 de abril | "Man in Love" |
| 2013 | 27 de julio | "Destiny"     |
| 2014 | 2 de agosto | "Back"        |
| 2015 | 25 de julio | "Bad"         |

### Twitter
- Twitter Oficial - DongWoo
- Twitter Oficial - SungJong
- Twitter Oficial - WooHyun
- Twitter Oficial - SungKyu
- Twitter Oficial - SeongYeol
- Twitter Oficial - L
- Twitter Oficial - Hoya

- Datos: Q50598
- Multimedia: Infinite (musical group) / Q50598